# Bollberg
Bollberg – dzielnica miasta Stadtroda w Niemczech, w kraju związkowym Turyngia, w powiecie Saale-Holzland. DO 31 grudnia 2018 samodzielna gmina, której niektóre zadania administracyjne realizowane były już przez to miasto. Stadtroda pełniła rolę "gminy realizującej" (niem. "erfüllende Gemeinde").